# آيت الحاج (تملوكت)
آيت الحاج هي إحدى مشيخات المملكة المغربية، تتبع جغرافيا لإقليم تارودانت وإداريًا لتملوكت. يقدر عدد سكانها بـ 2569 نسمة حسب الإحصاء الرسمي للسكان والسكنى لسنة 2004.